# باشگاه فوتبال آویسپا فوکوئوکا
آویسپا فوکوئوکا (به ژاپنی: アビスパ福岡) یک باشگاه فوتبال در شهر فوکوئوکا، واقع در کشور ژاپن می‌باشد که در جی‌لیگ ۱ بازی می‌کند.
این باشگاه در سال ۱۹۸۲ میلادی در فوجی‌ئدا، شیزوئوکا بنیانگذاری شده است.

## بازیکنان برجسته
- پدرو تروگلیو
- سرخیو واسکس
- کلودیو بیاشیو
- جوئل گریفیتس
- آلن آودیچ
- ریچرت بایز
- خوان کارلوس بییامایر
- شهاب زاهدی